# 広島県道50号本郷久井線
広島県道50号本郷久井線（ひろしまけんどう50ごう ほんごうくいせん）は、広島県三原市本郷南5丁目と同市久井町坂井原を結ぶ県道（主要地方道）である。

## 概要

### 路線データ
現道
- 起点：三原市本郷南5丁目・仏通寺入口交差点（国道2号・広島県道362号小泉本郷線交点）
- 終点：三原市久井町坂井原（国道486号交点）

旧道
- 起点：三原市高坂町許山（もとやま）（広島県道50号本郷久井線現道交点）
- 終点：三原市久井町坂井原（国道486号交点）
- 異常気象時通行規制区間：三原市高坂町許山 - 終点間（延長：約3.0 km）

## 歴史
- 1993年（平成5年）4月1日 - 広島県告示第413号により認定される。
  - 前身は広島県道50号本郷御調線。三原市久井町坂井原 - 終点間が国道486号に移行したことから廃止された（1993年〔平成5年〕4月1日広島県告示第414号による）。
- 1993年（平成5年）5月11日 - 建設省から、県道本郷久井線が本郷久井線として主要地方道に指定される[1]。
- 2005年（平成17年）3月22日 - 三原市と賀茂郡大和町・豊田郡本郷町・御調郡久井町が統合して改めて三原市が発足したことに伴い全線が三原市域のみを通る路線になり、併せて起終点の地名表記が変更される。
- 2007年（平成19年）9月23日 - 三原市高坂町許山 - 三原市久井町坂井原間のバイパスが全線開通する。
- 2008年（平成20年）8月25日 - 新しい住居表示の実施に伴い、起点の所在地が「三原市本郷町本郷」から「三原市本郷南5丁目」に変更される。
- 2024年（令和6年）7月16日 - 広島県告示第712号により、旧道のうち、三原市高坂町許山・仏通寺北側 - 三原市久井町坂井原間のいわゆる険道区間 (3,357.60m) を指定解除[2]。

## 路線状況
旧道のうち三原市高坂町許山・仏通寺北側 - 終点間は舗装が荒れていること、高い崖の上を通っているのにガードレールがあまり整備されていないこと、離合が困難な箇所が多いこと、軽自動車でも切り返しが必要なヘアピンカーヴが何箇所かあること、幅員規制 (2m)・重量規制（2t、以前は4tだったが最近強化された）がかけられていることから仏通寺側・坂井原側双方の入口に迂回するよう勧める標識が設置されている。事実上の通行不能箇所（そもそも通行不能とは最大積載量4tの貨物自動車が通れない箇所を指す）と言えるが、このことに触れた道路地図は全くと言ってよいほどなく、注意が必要である。なお、2007年（平成19年）9月23日のバイパス開通後も旧道は県道のまま残されることになり、仏通寺までの道路整備が今後推進されることになっているが、三原市高坂町許山・仏通寺北側 - 終点間のいわゆる険道区間の処遇は今のところ決していない。2017年3月現在、旧道は道路損壊を理由に通行止めになっている。

### 重用区間
- 広島県道344号大草三原線（三原市高坂町真良 - 三原市久井町土取間）

## 地理

### 通過する自治体
- 三原市

### 交差する道路
| 交差する道路                                | 交差する場所         | 交差する場所            |
| 現道                                        | 現道                 | 現道                    |
| ------------------------------------------- | -------------------- | ----------------------- |
| 国道2号 広島県道362号小泉本郷線             | 本郷南5丁目          | 仏通寺入口交差点 / 起点 |
| 広島県道155号三原本郷線                     | 高坂町真良（しんら） |                         |
| 広島県道344号大草三原線 重複区間起点        | 高坂町真良           |                         |
| 広島県道50号本郷久井線 / 旧道（仏通寺支線） | 高坂町真良           |                         |
| 広島県道344号大草三原線 重複区間起点        | 久井町土取           |                         |
| 国道486号                                   | 久井町坂井原         | 終点                    |
| 旧道（仏通寺支線）                          |                      |                         |
| 広島県道50号本郷久井線 / 現道               | 高坂町真良           | 旧道起点                |

### 沿線にある施設など
- JR 山陽本線 本郷駅
- 広島県立総合技術高等学校

### 名所・旧跡・観光地
- 高山城跡
- 仏通寺
- 高坂自然休養村
- 昇雲の滝